# Aeropuerto del Café
El Aeropuerto del Café es un proyecto de infraestructura aeroportuaria actualmente en construcción en Palestina, Caldas. Está destinado a reemplazar el actual Aeropuerto de La Nubia de la ciudad de Manizales el cual permanece cerrado la mayor parte del tiempo por problemas meteorológicos. Después de varios retrasos, se espera entre en operación en el año 2027.

## Historia
El Aeropuerto del Café fue una idea que nació en el año 1977 cuando, a raíz de la construcción de la Autopista del Café entre La Felisa y Chinchiná, se observó en los planos fotogramétricos que a 1600 metros de altitud (en el municipio de Palestina, Caldas) existía una especie de meseta en forma triangular cuyo lado mayor, en la dirección norte-sur, media más de 4 kilómetros y permitía una rasante de más de 3 kilómetros en línea recta mediante la realización de cortes y terraplenes.
Los inicios del proyecto se remontan al año 1985 con la creación de la Corporación Aeropuerto de Palestina, cuyo objetivo era la promoción y construcción del Aeropuerto del Café, siendo sus fundadores el municipio de Palestina y la Cámara de Comercio de Manizales. En 1986 la Gobernación de Caldas se integró, destinando hasta el 25% de los ingresos provenientes del recaudo de la tasa aeroportuaria del Aeropuerto La Nubia; posteriormente, en 1989 se vinculó el municipio de Manizales mediante autorización otorgada por el concejo de la ciudad, aportando los antiguos terrenos del Aeropuerto Santágueda.
A mediados del año 2002, Inficaldas e Infimanizales, mediante convenio suscrito con el Programa de las Naciones Unidas para el Desarrollo (PNUD), encargaron al Comité Departamental de Cafeteros de Caldas para que adelantara una asistencia preparatoria para la revisión de diseños y presupuestos para la primera etapa del Aeropuerto del Café. Es así como el Comité de Cafeteros adelantó el estudio de impacto ambiental, el estudio de suelos y geotecnia, los diseños geométricos de la pista y de las vías del proyecto, los diseños arquitectónicos y eléctricos, los levantamientos topográficos, etc; obteniendo como resultado el otorgamiento, en el año 2003, de la licencia ambiental por parte de la Corporación Autónoma Regional de Caldas y el permiso de construcción por parte de la Aeronáutica Civil de Colombia (Aerocivil). 
En enero del año 2005 se inicia la construcción de los primeros terraplenes y vías del proyecto, bajo la dirección del Comité Departamental de Cafeteros de Caldas; esta labor de gerencia duró hasta junio del año 2008 y permitió la construcción de los terraplenes 1 a 7 y las vías perimetrales oriental y occidental del proyecto. Entre agosto del año 2008 y julio del año 2009 y mediante contratación directa, la Aeronáutica Civil de Colombia gerenció la ejecución de obras en los terraplenes 1 y 4 y otras obras complementarias en diferentes sitios del aeropuerto.
Con la aprobación del Gobierno Nacional y por decisión de la Gobernación de Caldas y de las alcaldías de Manizales y Palestina, el 2 de septiembre del año 2008 se constituyó la Asociación Aeropuerto del Café. Entre septiembre del año 2008 y septiembre del año 2009 la Asociación Aeropuerto del Café suscribe dos convenios interadministrativos con la Aerocivil por valor total de 120 mil millones de pesos colombianos para gerenciar la construcción de los terraplenes 8, 9 y 10 y obras complementarias para adecuar la pista del aeropuerto en una longitud de 2100 metros. 
Los diseños con los que se venían construyendo las obras en el año 2011 tuvieron que someterse a una revisión integral de diagnóstico y verificación, debido a fallas en las condiciones de estabilidad de los terraplenes 4 y 9, estudios que concluyeron, en el año 2013, que no se debía continuar con el sistema constructivo de terraplenes y se diseñaron entonces las obras a nivel de detalle con modificaciones importantes, entre las cuales se destacan: la modificación de rasante de la pista, bajándola 8 metros en promedio con respecto al diseño inicial, giro de la pista 3/4° hacia el occidente, obras de concreto reforzado que sustituyen los terraplenes que se venían construyendo, corte del material de explanación que debe retirarse a sitios de depósito externo, obras de drenaje de mayor envergadura con el fin de llevar las aguas de infiltración y/o subterráneas a cauces naturales. Adicionalmente, se abrió la posibilidad de construir el aeropuerto por etapas: etapa I, pista de 1.460 metros y clave de referencia 2C; etapa II, pista de 2.600 metros y clave de referencia 4C; y etapa III con una longitud de pista final que alcanza los 3.800 metros para capacidad de aviones de 420 pasajeros. Estos estudios realizados por el Consorcio Aeropuerto del Café, integrado por las firmas de ingeniería Sedic y AIM, fueron entregados en versión final en el año 2013 a Aerocafé, y contaron con un panel de expertos que asesoró a la entidad y a la supervisión en el desarrollo y recibo de la consultoría.

## Características
Actualmente se construye su primera etapa la cual contará con una pista inicial de 1460 m por 30 de ancho y 6 posiciones para aviones ATR72, también se contempla la construcción de estación de bomberos, zonas de embarque y desembarque, salas de espera, bodegas, hangares, más plataformas de estacionamiento de aviones, torre de control y una terminal de pasajeros con capacidad para un millón de pasajeros al año.
Contará también con dos vías de acceso que comunicarán el Aeropuerto del Café con la Concesión Pacífico 3 y la Autopista del Café.